# Simulium nishijimai
Simulium nishijimai är en tvåvingeart som först beskrevs av Ono 1978.  Simulium nishijimai ingår i släktet Simulium och familjen knott. Inga underarter finns listade i Catalogue of Life.